# Adoretus cupreus
Adoretus cupreus är en skalbaggsart som beskrevs av Gilbert John Arrow 1899. Adoretus cupreus ingår i släktet Adoretus och familjen Rutelidae. Inga underarter finns listade i Catalogue of Life.